# 劉岸偉
劉 岸偉（りゅう がんい、1957年4月 - ）は、中国出身の比較文学者、東京工業大学外国語研究教育センター教授。

## 来歴
北京市出身。1981年北京外国語大学卒業後日本へ留学。1983年東京大学大学院比較文学比較文化課程入学、1989年「西洋の衝撃と中日近代文化の創出と挫折－周作人と永井荷風」で学術博士号取得、1992年札幌大学助教授、1998年東工大助教授を経て教授。

## 受賞
- 1991年『東洋人の悲哀』で、サントリー学芸賞
- 1992年、金素雲賞
- 2005年『小泉八雲と近代中国』で、島田謹二学芸賞受賞
- 2012年『周作人伝　ある知日派文人の精神史』で、和辻哲郎文化賞受賞

## 著書
- 『東洋人の悲哀 周作人と日本』河出書房新社 1991
- 『明末の文人李卓吾 中国にとって思想とは何か』中公新書 1994
- 『小泉八雲と近代中国』岩波書店 2004
- 『周作人伝　ある知日派文人の精神史』ミネルヴァ書房 2011

### 共著・訳書
- 陳焔『新概念チャイニーズ』白帝社 2007
- 『周作人自伝』井田進也共訳、河出書房新社 2022